# Gao

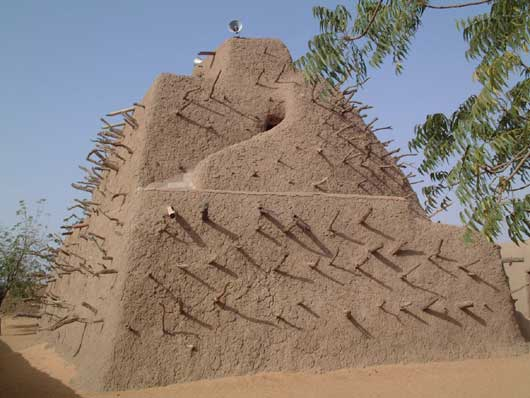
Tomba de Muhammad Askya

Gao és una ciutat de Mali, capçalera de la regió de Gao de Mali i del cercle de Gao (2007), a la riba esquerra del riu Níger. La seva població el 2005 era de 57.989 habitants. El seu nom antic fou Kawkaw, Koukou, Kankou, Koukou i alguna altra variació, derivat del soroll dels timbals o bé abreujament de Kokoy Korya (la Vila del Rei).

## Història
Fou fundada vers 690 per pescadors sorko faran, expulsats de Koukya pels songhai (songhay). Va esdevenir un important centre comercial i al segle ix és esmentada com capital del regne més gran de la regió, probablement després que fou conquerida a finals del segle ix pels songhai de Koukya (regne fundat pel mític Kanda al segle viii). El 885 hi va néixer Abu Yazid Makhlad ben Kaydad al-Nukkari conegut com l'Home de l'Ase, cap ibadita magrebí, els pares del qual hi feien un viatge comercial. La ciutat es va estendre als dos costats del riu, un pels nobles (a l'oest) i una comercial (a l'est) coneguda per Sarna; l'islam era la religió dominant al segle ix si bé la tradició diu que el primer rei musulmà dels songhai fou Dia Kossoi (vers 1009 o 1010). Al segle xi al-Bakri assenyala que el rei portava el títol de kanda i era sempre musulmà.
Vers el 1324, en tornar el rei de Mali, Kango Musa, de la peregrinació a la Meca, el general Sagamandia va ocupar Gao. El rei de Gao, Dia Assibai va haver de lliurar com a ostatges dos dels seus fills, un dels quals, de nom Ali Kolen, es va poder escapar i va reconstituir l'imperi songhai; va deposar el Dia Bada que governava a Gao per compte de Mali (1339) i fou conegut com a Sonni (Alliberador) fundant la dinastia sonni que va durar fins al 1493. Ibn Battuta la va visitar el 1352. Tim Insoll del St. John's College de la Universitat de Cambridge, va fer excavacions a Gao i les seves troballes corresponents als segles X a XIV, estant exposades al Museu Britànic (una de les mostres es diu: "Fragments de marc de finestra d'alabastre i una peça de vidre de finestra roses dels segles X a XIV").
Encara que Gao era el major centre comercial l'imperi songhai va mantenir la seu a l'antiga capital Koukya. Vers el 1400 el sonni Ma Dogo o Ma Daou (el Gegant) va conquerir Mali. El sonni Ali Ber (1464-1493) va conquerir Tombuctú el 1468 i Djenné (1473). En el seu temps l'islam va recular. A la seva mort el gener de 1493 el va succeir el sonni Abu-Bakr Baro, proclamat el 21 de gener de 1493, que va refusar d'adoptar la religió musulmana. El lloctinent d'Ali Ber, el sarakole Muhammad Touré, es va revoltar i el va derrotar (12 d'abril de 1493) i es va proclamar rei conegut com a Aksia (que vol dir usurpador, o "el que no és") nom que es va donar a la dinastia. Va peregrinar a la Meca, va organitzar els seus estats, i va rebre al reformador al-Maghili que havia fet massacrar als jueus de Touat.
Al segle xvi l'imperi va arribar al seu major esplendor, amb Gao com a gran centre (uns 70.000 habitants), visitada segurament per Lleó l'Africà al començar el segle. El 1591 el paixà marroquí Djawdhar va ocupar Gao i la va considerar, tot i la seva riquesa, com a lloc sense valor ("la casa del cap d'ases de Marràqueix val més que el millor palau de Gao"). Els askya van subsistir a Dendi fins al 1901 en què foren posats sota domini francès. Inicialment a Gao es van nomenar governadors marroquins que eren totalment autònoms i que progressivament es van centrar a Djenné; des de 1612 els governadors ja eren nomenats per la mateixa guarnició marroquina establerta al país que havien format els arma, barreja de marroquins i locals. Sota domini marroquí la decadència de la ciutat fou ràpida.
El 1680 els tuaregs van ocupar Gao per primer cop però el 1688 en foren expulsats pel governador Pasha Mansur Senber que no obstant no hi va deixar guarnició (la ciutat no estava emmurallada). El 1770 va tornar a caure en mans dels tuareg que ja dominaven Timbuctu des de poc abans. El 1854 la va visitar Barth i la va descriure com un poblet de 300 o 400 cases amb un únic monument, la tomba de Muhammad Touré (en part en ruïnes). Els francesos es van instal·lar a Timbuctu el 1893 i van enviar un destacament a Gao el 1899 dirigit pel tinent coronel Klobb, que en va prendre possessió; la governaven sembla els Cherifkalo, un grup de xerifs.

## Població i cultura
La població parla la llengua songhai, però inclou diverses ètnies: bozos (pastors), fulfuldes o fulani (ramaders), tuaregs (nòmades), songhais (pagesos), arma (artesans), bambara, pescadors, houssanké (transportistes), i maures (comerciants).
El festival de les Arts i Cultures Songhay es va fer a Gao per primer cop el febrer de 2007. Un dels atractius turístics és la mesquita i la tomba de Muhammad Touré declarada Patrimoni de la Humanitat; hi ha també un museu del Sahel africà, un mercat i una duna coneguda com la Duna Rosa per la seva aparença a la vesprada. L'estadi de la ciutat és el Stade Kassé Keïta obert el 2002 per la Copa Africana de Nacions.

## Economia
L'economia és agrícola, ramadera i comercial. La ciutat disposa d'un aeroport internacional. El turisme amb creuers pel riu Níger comença a tenir importància. El 2006 es va inaugurar un pont al Níger

## Agermanaments
- Thionville, França
- Berkeley, Califòrnia, USA.

## Llista tradicional de sobirans

### sobirans de Koukya, títol zuwa, dinastia Za
- Alayaman, meitat del segle viii
- Zakoi
- Takoi (o Takay)
- Akoi (o Mata-Kay)
- Kû
- Alî-Fay
- Biyu-Kumoy
- Biyu
- Za-Kuroy
- Yama-Karaway
- Yama
- Yama-Danka-Kiba'u
- Kukuray
- Kinkin

### Sobirans Songhai de Koukya i Gao, títol kanda
- Dia Kusoi Muslim Dam vers 1010 (primer musulmà, títol "kanda")
- Han-Kuz-Wanku-Dam
- Biyu-Kî-Kîma
- Nintâsanay
- Biyu-Kayna-Kinba
- Kayna-Shanyunbu
- Tib
- Yama-Dâd
- Fâdazu
- Ali-Kuru
- Bîr-Fuluku
- Yasiboy
- Dûru
- Zenku-Bâru
- Bisi-Bâru
- Badâ
- Bisi Baro Ber vers 1150
- Desconeguts
- A Mali vers 1260/1275
- Dia Assibai vers 1300-1324
- Sagamandia 1324-1325 (governador militar de Mali)
- Dia Bada (governador de Mali) 1325-vers 1339

### Sobirans songhai de Gao i Koukiya, títol sonni
- Ali Kolen conegut com a Sonni (Alliberador) vers 1339-? (fill de Dia Assibai, funda la dinastia sonni)
- Salman Nari
- Ibrahim Kabayao
- Uthman Gifo Kanafa
- Bâr-Kayna-Ankabi
- Musa
- Bakr Zanku
- Bakr Dala-Buyunbu
- Mâr-Kiray
- Muhammad Da’u
- Muhammad Kukiya
- Muhammad Fari
- Karbifu
- Mar-Fay-Kuli-Jimu
- Mar-Arkana
- Mar Arandan
- Sulayman Dama Dandi vers 1440
- Silman Dandi vers 1440-1464
- Ali Ber 1464-1493
- Abu-Bakr Baro 1493

### Dinastia Aksya
- Muhammad Touré 1493-1528
- Musa 1528-1531
- Muhammad Benkan 1531-1537
- Ismail 1537-1539
- Ishaq I 1539-1549
- Dawud 1549-1582
- al-Hajj 1582-1586
- Muhammad Bana 1586-1588
- Ishaq II 1588-1591
- al Marroc 1591